# Casa Turull (Cadaqués)
La Casa Turull és una obra modernista de Cadaqués (Alt Empordà) inclosa a l'Inventari del Patrimoni Arquitectònic de Catalunya. Situada dins del nucli històric de la població, a la plaça del Doctor Pont, davant la platja Port Alguer o Portdoguer.

## Descripció
Casa cantonera de planta rectangular, distribuïda en planta baixa i dos pisos. Presenta teulada rematada per dues motllures rectilínies, de ceràmica vidrada de color verd, a mode de coronament. Les façanes presenten obertures rectangulars i simples, amb decoració goticitzant a la part superior. Es troben estucades de color marfil, amb els motius decoratius esgrafiats en verd. Presenta un cos lateral adossat, retirat de l'alineació de façana, format per planta baixa, destinada a garatge, i pis superior amb terrassa davantera oberta a la plaça.